# Ахилесово сухожилие
Ахилесовото сухожилие е най-мощното и здраво сухожилие в човешкото тяло – може да издържи тяга до скъсване до 400 килограма, а в някои случаи и повече. Въпреки това, то се отнася към най-често травмираните сухожилия. Проксималната му част започва в мястото, където се сливат солеуса и gastrocnemius-а (мускули на прасеца), а зоната на дисталната му фиксация се намира на задната повърхност на върха на костта на петата.

## История
Най-старият известен писмен запис за сухожилието, наречено на Ахил, е през 1693 г. от фламандския/холандски анатом Филип Верхейен. В своя широко използван текст Corporis Humani Anatomia той описва местоположението на сухожилието и казва, че то обикновено се нарича „ахилесовата връв“. Сухожилието е описано още по времето на Хипократ, който го представя като „tendo magnus“ (латински за „голямо сухожилие“) и от други анатоми преди Верхейен като „Chorda Hippocratis“ (латински за „струна на Хипократ“).
Верхейен се позовава на митологичния разказ за Ахил, държан за петата от майка си Тетида, когато тя го потапя в река Стикс като бебе, за да направи тялото му неуязвимо. Тъй като петата, за която го държи, остава недокосната от водата, това става единственото му уязвимо място (оттук и изразът „ахилесова пета“) и в крайна сметка той е убит от отровна стрела в петата. По този начин името също се отнася до особено инвалидизиращия и болезнен ефект от нараняването на това сухожилие. Първото затворено разкъсване е описано от Амброаз Паре през 16. век.

## Скъсвания на ахилесовото сухожилие
Скъсването на ахилесовото сухожилие обикновено бива пълно. Най-често скъсванията се случват при внезапно натоварване на сухожилието при старт на бягането при спринтьори, в момент на отделянето на крака от земята при скок, при рязко тилно сгъване на стъпалото — падане от високо. При директна травма с режещ предмет може да възникне частично повреждане на сухожилието. Пациентът се оплаква от болка в областта на ахилесовото сухожилие. При травмата възниква усещане за удар по сухожилието. На задната повърхност на долната третина на подбедрицата възниква кръвоизлив, оток. В областта на скъсване се наблюдава вдлъбване. Плантарна флексия на стъпалото отсъства — пациентът не може да се изправи на пръсти. При оказване на първа помощ на пострадалия трябва да се даде обезболяващо и да бъде заведен в болница.

## Други животни
Ахилесовото сухожилие е късо или липсва при човекоподобните маймуни, но е дълго при дървесните гибони и хората. To oсигурява еластично съхранение на енергия при подскачане, ходене и бягане. Компютърни модели предполагат, че съхраняването на енергия чрез ахилесовото сухожилие увеличава максималната скорост на бягане с до 80% и намалява текущите разходи с повече от три четвърти. Предполага се, че „отсъствието на добре развито ахилесово сухожилие при нечовекоподобните африкански маймуни би им попречило да бягат ефективно, както при високи скорости, така и на дълги разстояния“